# Бастија (Анкона)
Бастија (итал. Bastia) насеље је у Италији у округу Анкона, региону Марке.
Према процени из 2011. у насељу је живело 112 становника. Насеље се налази на надморској висини од 512 м.